# Booponus malayana
Booponus malayana är en tvåvingeart som beskrevs av Kurahashi, Benjaphong och Omar 1997. Booponus malayana ingår i släktet Booponus och familjen spyflugor. Inga underarter finns listade i Catalogue of Life.